# Axel Feldinger
Axel Frederiksen Feldinger (12. april 1893 Sdr. Felding – 20. oktober 1967 i København) var en dansk arkitekt. 

## Uddannelse
Murersvend 1910, præliminæreksamen i 1912; Bygmester 1912-1917; Afgang Århus tekniske Skole 1920, optaget på Kunstakademiet i oktober 1921, med afgang i januar 1927. Medhjælper hos Frimodt Clausen 1920-21 og hos Anton Frederiksen fra 1923.

## Udstillinger
Charlottenborg 1930.

## Arbejder
Villaer bl.a. Overdyrlæge M. C. Christensens hus i Næstved (1931), villa på Skovvænget 39 i Hørsholm ejet af Mary Rønne f. 1888 (1936), Atelier i Donse (1931), Fabriksbygninger for C. Schous Fabriker A/S (1933), tilbygninger til Jakobskirken i København. (1936 og 1942); Møbler og forskellige dekorative arbejder, bl.a. direktørkæde til Den Kgl. Veterinær- og Landbohøjskole (1940).